# José Tomás Raga Gil
José Tomás Raga Gil (Catarroja, Valencia, 3 de septiembre de 1938) es un economista, catedrático y abogado español.

## Biografía
Es licenciado en Derecho por la Universidad de Valencia, licenciado en Economía por la Universidad de Barcelona, obteniendo el doctorado en la Universidad de Valencia y catedrático en Economía Política y Hacienda Pública de la Facultad de derecho de la Universidad Complutense de Madrid.
De orientación liberal en lo económico y fuertes convicciones católicas, ha sido relacionado con miembros del Partido Popular como Rodrigo Rato, Cristóbal Montoro o Mariano Rajoy.
En septiembre de 2000, el Consejo de Ministros le nombró como presidente del Tribunal de Defensa de la Competencia a propuesta de Rodrigo Rato.
En junio de 2002 fue nombrado por el Consejo de Ministros secretario general del Consejo de Coordinación Universitaria.
Comenzó su actividad docente en octubre de 1961 como profesor ayudante en la cátedra de economía política y hacienda pública en la Universidad de Valencia.
Se ha desempeñado en su trayectoria como catedrático de Economía en las universidades de Salamanca, Murcia, Autónoma de Madrid y Complutense de Madrid, en las cuales ha impartido docencia hasta el 30 de septiembre de 2008, fecha de su jubilación forzosa al cumplir la edad de setenta años. No obstante, ha continuado estando vinculado a la Universidad Complutense, ostentando el cargo de Profesor Honorario del departamento de Economía Aplicada IV de dicha universidad.
Su presencia en los medios ha sido principalmente en la Cadena Cope, en esRadio y en Libertad Digital donde viene colaborando desde el año 2002.

### Cargos y responsabilidades
Ha ostentado, entre otros cargos, el de vice-gran canciller de la Universidad Católica de Valencia "San Vicente Mártir", y el de director general de la Fundación Pablo VI y secretario delegado del Patronato de la misma, así como miembro de distintas sociedades y academias.En 1994 fue nombrado Rector de la Universidad CEU San Pablo de Madrid.

## Obras
- Crecimiento de la base económica en el País Valenciano. Análisis estructural dinámico. Editorial Moneda y crédito, Madrid, 1976.
- Política fiscal y redistribución de las rentas: preparación a un análisis cuantitativo (colección Cuadernos de moneda y crédito, n.º 13). Editorial Moneda y crédito, Madrid, 1978.
- Reflexiones para empresarios y directivos sobre el Compendio de la Doctrina Social de la Iglesia. Acción Social Empresarial, Madrid, 2005.
- Globalización, sí, pero para quién. Servicio de Publicaciones, Universidad Complutense, Madrid, 2009.

## Distinciones
- Gran Cruz del Alfonso X el Sabio R.D. 1936/1999, de 17 de diciembre (B.O.E. n.º 302 de 18-XII-1999)[9]
- Gran Cruz de la Orden de San Gregorio Magno (Roma, 2000)[10]
- Medalla de honor (oro) de la Universidad Complutense de Madrid.